# ファーノー諸島

ファーノー諸島

ファーノー諸島(ファーノーしょとう)はオーストラリアのビクトリア州とタスマニア州との間のバス海峡東端部にある100あまりの島のあつまり。
名称はイギリス人航海者トバイアス・ファーノーにちなんでいる。彼は1773年に、ジェームズ・クックと合流するためアドベンチャー湾からニュージーランドへ向かう途中にファーノー諸島の東側を目撃している。
マシュー・フリンダースは1799年に西洋人で初めてファーノー諸島を探検した。
諸島内で大きな島はフリンダース島、ケープバレン島、クラーク島。
ファーノー諸島はケント諸島、ホーガン諸島、カーティス諸島およびウィルソンズプロモントリー諸島のタスマニア州部分とともにフリンダース・カウンシルを構成する。